# Чулпан (Пензенская область)
Чулпан — посёлок в Пачелмском районе Пензенской области. Входит в состав Решетинского сельсовета.

## История
Основан около 1930 года, в переводе с татарского Чулпан — «утренний свет».

## География
Чулпан находится в западной части области, на р. Варежка. Уличная сеть состоит из двух географических объектов: ул. Зелёная и ул. Красные Холмы.

## Население
| 2010 |
| ---- |
| 11   |

Численность населения: в 1923—2356, 1930—383, 1959—332, 1979—261, 1989—129, 1996 — 94 жителя.
Гендерный и возрастной состав
В 2003 году в поселке Чулпан и в селе Решетино насчитывается 1360 человек, в том числе учеников и детей дошкольного возраста — 262 человека, трудоспособного населения — 686 человек, старше трудоспособного — 412 человек. Мужчин — 569 чел.

## Инфраструктура
Главные социальные объекты находятся в центре сельсовета: МОУ СОШ с. Решетино и детский сад при школе, почтовое отделение.

## Транспорт
Выезд на автодорогу межмуниципального значения «с. Новая Толковка — с. Мокрый Мичкасс — станция Титово — с. Решетино» (идентификационный номер 58-ОП-МЗ-Н-268)